# Christos Papoutsis

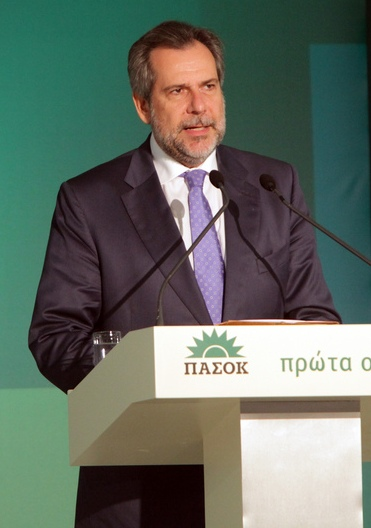
Papoutsis im Jahr 2009

Christos Papoutsis (griechisch Χρήστος Παπουτσής, * 11. April 1953 in Larisa, Griechenland) ist ein griechischer Wirtschaftswissenschaftler und Politiker.

## Leben
1977 wurde er Mitglied des Zentralkomitees der PASOK und Mitglied des Exekutivbüros und internationaler Sekretär der Partei.
1981 bis 1984 war er Sonderberater der Regierung für Fragen der Öffentlichen Verwaltung, dann bis 1994 Mitglied des Europäischen Parlamentes, dort Leiter der PASOK-Delegation und Mitglied der Ausschüsse Haushalt, auswärtige Angelegenheit und Sicherheit und Verteidigung. 1984–1989 war er auch stellvertretender Vorsitzender der interparlamentarischen Delegation EWG-Kanada und 1987 bis 1994 stellvertretender Fraktionsvorsitzender der SPE und von 1988 bis 1994 deren Vorstand. Von 1984 bis 1994 war er Mitglied der interparlamentarischen Kommission EWG-USA.
Von 1995 bis 1999 war er in der Kommission Santer Europäischer Kommissar für Energie, Euratom, Mittel- und Kleinbetriebe sowie Tourismus.
Danach wurde er im April 2000 in das griechische Parlament gewählt, dem er seitdem als Abgeordneter angehört. Seine Kandidatur als Bürgermeister von Athen bei den Kommunalwahlen im Oktober 2002 war erfolglos.
Vom 14. April 2000 bis 24. Oktober 2001 war er griechischer Minister für die Handelsmarine, ab September 2010 Minister für Schutz des Bürgers (Öffentliche Sicherheit). Am Neujahrstag 2011 sprach er über griechische Planungen eines Grenzzauns gegen die Flüchtlingsbewegungen aus der europäischen Türkei. Am 27. Februar 2012 trat Papoutsis von seinem Ministeramt zurück, um für den Parteivorsitz der PASOK zu kandidieren. Die Kandidatur blieb erfolglos.
Im Juli 2013 wurde bekannt, dass Papoutsis Griechenland bei der Weltbank vertreten soll.